# 雪莉 (紐約州伊利縣)
雪莉（英語：Shirley）是位於美國紐約州伊利縣的非建制地區。

## 歷史
雪莉的郵局於1851年設立，其後於1891年停運。

## 地理
雪莉所處的海拔為高於海平面323米（即1060英呎），而該地所採用的時區為UTC-5，即北美东部时区（EST）。同時該地設有夏令時間，為UTC-5調快一小時，即UTC-4（EDT）。